# 科潘卡 (若夫克瓦區)
49°59′32″N 23°55′38″E / 49.99222°N 23.92722°E
科潘卡（烏克蘭語：Копанка），是烏克蘭西部的村莊，隸屬利維夫州的利維夫區。該村面積0.41平方公里，2001年該村落人口25，人口密度每平方公里60.98人。